# ماریا کریستینا برون
ماریا کریستینا برون (انگلیسی: Maria Christina Bruhn; ۱ ژانویهٔ ۱۷۳۲ – ۱ ژانویهٔ ۱۸۰۲) شیمی‌دان و مخترع سوئدی بود که احتمالاً نخستین زن مخترع دارای حق ثبت اختراع در کشورش محسوب می‌شود. او بسته‌بندی برای باروت طراحی کرد که بعدها نسل‌ها در ارتش سوئد مورد استفاده قرار گرفت.

## زندگی اولیه
ماریا بزرگ‌ترین دختر از سه دختر یوهان بروهن، چاپچی کتاب (درگذشتهٔ ۱۷۴۲) بود. پس از مرگ مادر بیوه‌اش، اینگا کریستینا، در سال ۱۷۵۱، که از هیئت بازرگانی سوئد مجوز راه‌اندازی یک کارخانهٔ تولید گلیم و کاغذ دیواری را دریافت کرده بود، ماریا این کسب‌وکار را به دست گرفت. نقشه‌بردار شهر، هیِرونیموس فون در بورگ، یکی از شاگردان گیاه‌شناس، کارل فون لینه، با خواهر ماریا، اینگرید، رابطه‌ای برقرار کرد که به بارداری و سپس ازدواج انجامید. این رابطه به ماریا این فرصت را داد تا با برخی از نخبگان استکهلم شبکه‌سازی کند. در میان این نخبگان می‌توان به نیلس لیندبلوم، استاد ریاضیات در ارتش، و پر لِنبرگ اشاره کرد. هر دوی این استادان از اعضای آکادمی سلطنتی علوم سوئد بودند و در ارتش خدمت می‌کردند.
در سال ۱۷۷۳، پس از نه سال، پادشاه سوئد جایزه‌ای به مبلغ ۶۰۰۰ دالِر مسی برای بهترین طراحی بسته‌بندی باروت تعیین کرد. داوران این رقابت اعضای آکادمی سلطنتی علوم بودند. ماریا روی این موضوع آزمایش‌هایی انجام داد و کارتریج‌هایی از کاغذ طراحی کرد که سپس آنها را لاک‌زنی کرد. در تاریخ ۲ مارس ۱۷۷۴، او ایده‌اش را به آکادمی سلطنتی علوم ارائه داد، جایی که کارتریج‌هایش زیر نظر سرلشکر شارپنتیه مورد آزمایش قرار گرفتند. کارتریج ماریا پس‌مانده‌هایی در لوله توپ بر جای گذاشت که باعث انسداد آن می‌شد. هرچند این مسئله قابل رفع بود، ولی همچنان نیاز به ماده‌ای پشمی برای پوشاندن انتهای کارتریج وجود داشت. رقیب ماریا، سرگرد پر گوستاف واگنفلت نیز ایده‌ای مشابه ارائه داد، اما زن بودن ماریا باعث شد اعضای مرد آکادمی به اختراع او با شک و تردید نگاه کنند. از آنجایی که هیچ‌کدام از اختراعات به‌طور کامل موفق نبودند، پروژه کنار گذاشته شد.
ماریا پس از دریافت جایزه خود، کارگاه کاغذ دیواری خود را تعطیل کرد و به زندگی خصوصی خود بازگشت که با پول جایزه ای که دریافت کرده بود زندگی کرد. او در ۲۰ اکتبر ۱۸۰۸ در سن ۷۷ سالگی درگذشت.

## حرفه
پس از رقابت، ماریا به صورت مستقل و با هزینهٔ شخصی خود، نسخهٔ بهبود یافتهٔ کارتریج‌های لاک‌زده‌اش را برای تمرینات نظامی به دانشجویان توپخانه ارائه می‌داد، و این روند تا سال ۱۷۸۰ ادامه داشت. او تا زمانی موفق بود که مشکلاتی آغاز شد. سرگرد پر گوستاف واگنفلت، همان رقیب مسابقه، حقوقی سلطنتی به مبلغ ۵۰۰ ریکس‌دالر برای اختراع کارتریج‌های لاک‌زده دریافت کرد. او طراحی ماریا را دزدیده و به نام خود ثبت کرده بود. کاپیتان لیندفلت این طراحی را شناخت و در اعتراض به این موضوع به هیئت نظامی شکایت کرد. ماریا نیز از این موضوع آگاه شد و در سال ۱۷۸۳ نامه‌ای به دفتر جنگ نوشت و ادعای مالکیت خود بر طراحی و جایزه را مطرح کرد.
تحقیقی آغاز شد. بسیاری از افرادی که درگیر ماجرا بودند، وانمود کردند که چیزی نمی‌دانند، چون نمی‌خواستند به عنوان کسانی شناخته شوند که باعث بی‌آبرویی چهره‌های مهم آن زمان شدند. با این حال، این موضوع ماریا را متوقف نکرد. او همچنان با نامه‌نگاری، طرح ادعا و پاسخ به ادعاها برای حق خود مبارزه کرد. نهایتاً در اوت ۱۷۸۶، هیئت نظامی اعلام کرد که اختراع ماریا بهترین و مقرون به‌صرفه‌ترین گزینه بوده و بنابراین او برنده رقابت شناخته شد.

## جوایز
در تاریخ ۸ مه ۱۷۸۷، ماریا نیمی از جایزه را دریافت کرد، که معادل ۱۶۶ ریکس‌دالر و ۳۲ شیلینگ از مجموع ۳۳۳ ریکس‌دالر و ۱۶ شیلینگ بود. او همچنین به عنوان نخستین زن دارای اختراع ثبت‌شده در کشورش شناخته می‌شود.